# Yassine Hethat
Yassine Hethat (arabisch ياسين حتحات; * 30. Juli 1991 in Muaskar) ist ein algerischer Leichtathlet, der sich auf den 800-Meter-Lauf spezialisiert hat.

## Sportliche Laufbahn
Yassine Hethat nahm erstmals 2011 an Algerischen Meisterschaften im 800-Meter-Lauf teil, ohne dabei das Finale zu erreichen. Ein Jahr später gelang ihm dies und er konnte die Bronzemedaille gewinnen. 2013 trat er über 800 Meter und mit der 4-mal-400-Meter-Staffel bei den Mittelmeerspielen im türkischen Mersin an, bei denen er jeweils zwei vierte Plätze belegte. Über 800 Meter verbesserte er sich im Finale auf 1:46,26 min. 2014 siegte Hethat erstmals bei den Algerischen Meisterschaften. Im August nahm er an den Afrikameisterschaften im Nachbarland Marokko teil, bei denen er im 1500-Meter-Lauf an den Start ging. Es gelang ihm das Finale zu erreichen, in dem er den zehnten Platz belegen konnte. 2015 gelang es ihm sich über 1500 Meter für die Weltmeisterschaften in Peking zu qualifizieren, bei denen er im August antrat, ohne dabei sich für das Halbfinale qualifizieren zu können. Einen Monat später trat er über 800 Meter und mit der Staffel an den Afrikaspielen in Brazzaville teil, schied in beiden Disziplinen allerdings ebenfalls bereits nach dem Vorlauf aus. Über 1500 Meter belegte er in 3:48,46 min den sechsten Platz bei den Militärweltspielen im koreanischen Mungyeong.
2016 qualifizierte Hethat sich für die Olympischen Sommerspiele in Rio de Janeiro. Es gelang ihm in das Halbfinale einzuziehen, in dem er mit 1:44,81 min persönliche Bestleistung lief und damit als Dritter seines Laufes den Sprung in das Finale knapp verpasste. Nachdem er 2017 nur in vereinzelten Wettkämpfen antreten konnte, nahm er 2018 in Tarragona zum zweiten Mal an Mittelmeerspielen teil. Wie schon 2013 landete er im 800-Meter-Lauf auf dem vierten Platz. Danach trat er bei den Afrikameisterschaften in Nigeria an. Dabei belegte er in 1:48,59 min den vierten Platz im zweiten Vorlauf und verpasste damit den Einzug in das Finale. 2019 qualifizierte Hethat sich für den 800-Meter-Lauf bei den Weltmeisterschaften in Doha, bei denen er es bis in das Halbfinale schaffte. Im Oktober trat er bei den Militärweltspielen im chinesischen Wuhan an. Während er über 800 Meter nach dem Vorlauf ausschied, konnte er mit der 4-mal-400-Meter-Staffel die Bronzemedaille gewinnen.
Ende Juni 2021 verbesserte er in Spanien erstmals seit 2016 seine Bestleistung, nachdem er sie auf 1:44,25 min verkürzte. Damit war er für die Olympischen Sommerspiele in Tokio qualifiziert. In seinem Vorlauf belegte er mit 1:46,20 min den fünften Platz und verpasste damit den Einzug in das Halbfinale. 2022 siegte Hethat im 1000-Meter-Lauf bei den Algerischen Meisterschaften. Ende Juni nahm er an den Mittelmeerspielen teil, die in seinem Heimatland ausgetragen wurden. Im Laufe des Monats stellte er zuvor in 1:44,06 min eine neue 800-Meter-Bestzeit auf. Bei den Spielen erreichte er das Finale, in dem er sich nur seinem Landsmann Djamel Sedjati geschlagen geben musste. Einen Monat später trat er bei den Weltmeisterschaften in den USA an, schied allerdings als Siebter seines Vorlaufes vorzeitig aus.

## Wichtige Wettbewerbe
| Jahr                 | Veranstaltung           | Ort                  | Platz                | Disziplin            | Zeit                 |
| Startet für Algerien | Startet für Algerien    | Startet für Algerien | Startet für Algerien | Startet für Algerien | Startet für Algerien |
| -------------------- | ----------------------- | -------------------- | -------------------- | -------------------- | -------------------- |
| 2013                 | Mittelmeerspiele        | Mersin               | 4.                   | 800 m                | 1:46,26 min          |
| 2013                 | Mittelmeerspiele        | Mersin               | 4.                   | 4 × 400 m            | 3:08,27 min          |
| 2014                 | Afrikameisterschaften   | Marrakesch           | 10.                  | 1500 m               | 3:45,52 min          |
| 2015                 | Weltmeisterschaften     | Peking               | 20.                  | 1500 m               | 3:40,16 min          |
| 2015                 | Afrikaspiele            | Brazzaville          |                      | 800 m                | 1:50,27 min          |
| 2015                 | Militärweltspiele       | Mungyeong            | 6.                   | 1500 m               | 3:48,46 min          |
| 2016                 | Olympische Sommerspiele | Rio de Janeiro       | 10.                  | 800 m                | 1:44,81 min          |
| 2018                 | Mittelmeerspiele        | Tarragona            | 4.                   | 800 m                | 1:48,21 min          |
| 2018                 | Afrikameisterschaften   | Asaba                | 14.                  | 800 m                | 1:48,59 min          |
| 2019                 | Weltmeisterschaften     | Doha                 | 17.                  | 800 m                | 1:46,15 min          |
| 2019                 | Militärweltspiele       | Wuhan                | 3.                   | 4 × 400 m            | 3:06,67 min          |
| 2021                 | Olympische Sommerspiele | Tokio                | 28.                  | 800 m                | 1:46,20 min          |
| 2022                 | Mittelmeerspiele        | Oran                 | 2.                   | 800 m                | 1:44,79 min          |
| 2022                 | Weltmeisterschaften     | Eugene               | 25.                  | 800 m                | 1:46,05 min          |

## Persönliche Bestleistungen
Freiluft
- 800 m: 1:44,06 min, 17. Juni 2022, Straßburg
- 1000 m: 2:16,59 min, 2. Juli 2018, Székesfehérvár
- 1500 m: 3:35,68 min, 5. Juli 2014, Oordegem

Halle
- 800 m: 1:46,83 min, 1. Februar 2022, Algier